# Gæsterne
Gæsterne és una pel·lícula de thriller de terror psicològic del 2022 dirigida per Christian Tafdrup a partir d'un guió que va coescriure amb el seu germà Mads Tafdrup. Va estar produïda per Jacob Jarek i distribuïda per Nordisk Film. El rodatge va tenir lloc a Dinamarca, als Països Baixos i a Itàlia, i la major part de la pel·lícula està rodada en anglès, amb algunes escenes en danès i neerlandès. La pel·lícula se centra en Bjørn (Morten Burian) i Louise (Sidsel Siem Koch), una parella danesa que és convidada per Patrick (Fedja van Huêt) i Karin (Karina Smulders), una parella neerlandesa, a la seva casa al camp per a passar un cap de setmana, i els amfitrions aviat comencen a posar a prova els límits dels seus hostes a mesura que s'intensifica una situació de tensió.
Gæsterne es va estrenar a la secció Midnight del 38è Festival de Cinema de Sundance el 22 de gener de 2022. Es va estrenar als cinemes danesos el 17 de març de 2022 i als Països Baixos el 21 de juliol. La pel·lícula va recaptar 377.060 dòlars a tot el món i va ser aclamada per la seva direcció i interpretacions. La crítica també en va lloar els comentaris socials ambivalents, el to i el suspens de la pel·lícula.
El 13 de setembre de 2024 se'n va estrenar una nova versió estatunidenca produïda per Blumhouse Productions, amb James McAvoy en el paper protagonista i James Watkins escrivint i dirigint. La pel·lícula es va estrenar a les sales el 13 de setembre de 2024 per mitjà d'Universal Pictures.

## Argument
Durant les seves vacances a la Toscana, Bjørn i Louise, una parella danesa, i la seva filla Agnes, coneixen Patrick i Karin, una parella neerlandesa, i el seu fill Abel, amb qui passen una agradable vetllada al sopar. Bjørn i Louise reben una invitació de l'altra parella per a visitar la seva remota casa rural als Països Baixos. Durant els dos primers dies, Louise se sent incòmoda pel comportament passiu-agressiu dels amfitrions, com per la manera despectiva amb què tracten Abel, que expliquen que va néixer sense llengua.

## Producció
Gæsterne és el tercer llargmetratge de Christian Tafdrup, actiu també com a actor, i la seva primera pel·lícula de gènere, en la qual intenta combinar el gènere dramàtic amb la crítica social i elements de terror psicològic. Va coescriure el guió amb el seu germà Mads. Jacob Jarek va actuar com a productor, amb uns costos de producció estimats en 2,8 milions d'euros. El rodatge es va haver d'interrompre temporalment a causa de la pandèmia de COVID-19. Es va rodar majoritàriament en anglès.
El projecte es va presentar al Nordic Film Market com a part del Festival de Cinema de Göteborg abans de finalitzar el gener de 2021 i va despertar l'interès dels distribuïdors. Els drets cinematogràfics es van vendre posteriorment a Austràlia i Nova Zelanda, els països del Benelux, Rússia i la Comunitat d'Estats Independents i Hongria.
La pel·lícula es va exhibir a la secció Midnight del 38è Festival de Cinema de Sundance, on es va estrenar el 22 de gener de 2022. A Dinamarca ho va fer el 17 de març de 2022 per mitjà de Nordisk Film, i als Països Baixos el 21 de juliol per September Film. Es va projectar als Estats Units d'Amèrica en estrena limitada el 9 de setembre de 2022 i mitjançant vídeo a la carta el 15 de setembre de 2022 per Shudder i IFC Films. A l'octubre es va poder veure a la secció competitiva del LV Festival Internacional de Cinema Fantàstic de Catalunya i al novembre a TerrorMolins.